# Tschuluut
Der Fluss Tschuluut (mongolisch Чулуут гол, Tschuluut Gol) ist ein rechter Nebenfluss der Ider im Archangai-Aimag im Zentrum der Mongolei.
Der Fluss entspringt an der Nordflanke des westlichen Changai-Gebirges. Er fließt in nördlicher Richtung durch den Archangai-Aimag. Er passiert die gleichnamige Siedlung. Der wichtigste Nebenfluss des Tschuluut, der Suman, mündet von links. Der Tschuluut bildet kurzzeitig die Grenze zum Chöwsgöl-Aimag und mündet schließlich in den nach Osten fließenden Selenga-Quellfluss Ider. Der Fluss Tschuluut hat eine Länge von 415 km. Er entwässert ein Areal von etwa 20.000 km². Der Fluss ist 5–6 Monate im Jahr eisbedeckt. Im Sommer führt der Fluss Hochwasser. Der mittlere Abfluss (MQ) beträgt 25 m³/s.